# Phyllanthus bolivarensis
Phyllanthus bolivarensis är en emblikaväxtart som beskrevs av Julian Alfred Steyermark. Phyllanthus bolivarensis ingår i släktet Phyllanthus och familjen emblikaväxter. Inga underarter finns listade i Catalogue of Life.